# Qurmanghasy Saghyrbajuly

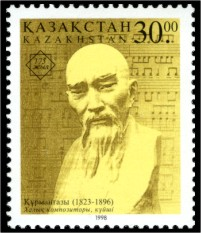
Briefmarke zum 175. Geburtstag Saghyrbajulys 1998

Qurmanghasy Saghyrbajuly (kasachisch Құрманғазы Сағырбайұлы; russisch Курмангазы Сагырбайулы, Transkription Kurmangasy Sagyrbajuly, wiss. Transliteration Kurmangazy Sagyrbajuly; * 1823 in der Bökey-Horde (heute Bezirk Schangaqala, Westkasachstan); † 1896) war ein kasachischer Komponist und Spieler der Langhalslaute dombra. Als Begründer einer Dombra-Schule der traditionellen Instrumentalmusik küj beeinflusste er die kasachische Musik.

## Leben und Werk
Bereits als Kind spielte Saghyrbajuly die dombra und komponierte erste Lieder. Zu Lebzeiten schuf er rund 60 Kompositionen für kasachische Musikinstrumente, darunter Kischkentay über die Bökey-Horde-Aufständischen Issatai Taimanuly und Machambet Ötemissuly, deren Revolte zwischen 1836 und 1838 er selbst miterlebt haben soll. Sein Stück Sary arqa („Die goldene Steppe“) über den Norden der kasachischen Steppe wird besonders geschätzt. Weitere küj von ihm sind Akbai, Turmeden kashkan und Aday.
In der kasachischen Steppe war er als Rebell bekannt. Er kritisierte die Ungleichheit unter den Kasachen und sprach sich gegen die kasachische Elite und die Behörden des russischen Zarenreichs aus, weshalb er mehrfach verhaftet wurde. Er saß in Gefängnissen in Oral und Orenburg.
Saghyrbajuly ist in einem Mausoleum in Astrachan begraben, wo ihm zu Ehren heute auch eine Reiterstatue steht.

## Nachwirkung

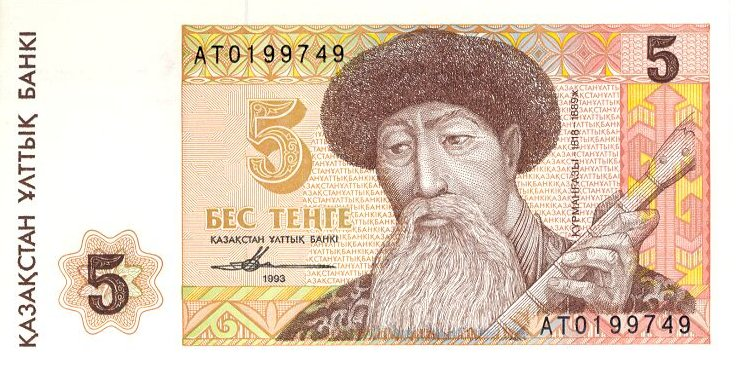
Banknote mit Saghyrbajulys Abbild

Der russische Komponist Jewgeni Brussilowski begann nach Kurmangasys Tod, seine Werke zu sammeln und zu bewahren. Der Komponist Achmet Schubanow schuf mit Kurmangasy eine Oper über ihn und war 1934 auch der Begründer des nach ihm benannten Kurmangasy-Orchesters. Das Kasachische Nationalkonservatorium ist ebenfalls nach ihm benannt.
Er war auf dem 5-Tenge-Schein der Ausgabe von 1993 abgebildet.